# Döderhults landskommun
Döderhults landskommun var en tidigare kommun i Kalmar län.

## Administrativ historik
Den 1 januari 1863 började kommunalförordningarna gälla och då inrättades cirka 2 500 kommuner (städer, köpingar och landskommuner), tillsammans täckande hela landets yta.
I Döderhults socken i Stranda härad i Småland inrättades då denna kommun. Inom kommunen fanns en så kallad municipalköping, Påskallavik, vilken upplöstes 1955.
Döderhult påverkades inte av den landsomfattande kommunreformen 1952. Döderhult kom att ingå i Oskarshamns kommunblock, där sammanläggningen till Oskarshamns stad genomfördes år 1967 som sedan 1971 ombildades till Oskarshamns kommun.
Kommunkoden 1952-1966 var 0823.

### Kyrklig tillhörighet
I kyrkligt hänseende tillhörde kommunen Döderhults församling.

## Kommunvapnet
Blasonering: Sköld, genom en laxstjärtskura kluven av blått, vari en stolpvis ställd fisk av guld, och av guld, vari en störtad blå spade.
Detta vapen fastställdes av Kungl. Maj:t den 11 maj 1951 och avskaffades när kommunen upphörde den 1 januari 1967.

## Geografi
Döderhults landskommun omfattade den 1 januari 1952 en areal av 285,39 km², varav 272,63 km² land.

### Tätorter i kommunen 1960
| Tätort          | Folkmängd |
| --------------- | --------- |
| Döderhult       | 1 638     |
| Påskallavik     | 801       |
| Emsfors, del av | 389       |

Tätortsgraden i kommunen var den 1 november 1960 53,7 procent.

## Politik

### Mandatfördelning i valen 1938-1962
| 2 | 12 | 11 |

| 22 |

| 2 | 14 | 4 | 5 |

| 23 |

| 3 | 12 | 10 |

| 24 |

|  | 14 | 4 | 4 | 2 |

| 24 |

| 2 | 13 | 2 | 3 | 5 |

| 24 |

|  | 14 | 3 | 2 | 5 |

| 24 |

|  | 14 | 3 | 3 | 4 |

| 24 |